# Кабинет министров Республики Абхазия
Кабинет министров Республики Абхазии (абх. Аҧсны Аҳәынҭқарра Аминистрцәа Реилазаара) — высший орган государственного управления частично признанной Республики Абхазия. Орган исполнительной власти Республики Абхазия, подотчётный Президенту Республики Абхазия. Коллегиальный орган, возглавляющий систему органов государственного управления и обеспечивающий их согласованную деятельность. Формируется Президентом и ему подотчётен. В состав Кабинета министров входят премьер-министр, вице-премьеры, министры, другие должностные лица, предусмотренные законом. Правовую основу деятельности составляют Конституция Республики Абхазия, Закон Республики Абхазия «О Кабинете Министров (Правительстве) Республики Абхазия», другие законы Республики Абхазия и нормативные акты, принимаемые Президентом Республики Абхазия.

## Полномочия Кабинета Министров Республики Абхазия
В пределах своих полномочий Кабинет Министров Республики Абхазия:
- реализует основные направления внутренней и внешней политики государства;
- осуществляет управление и регулирование экономическими и социально-культурными процессами, создает условия для свободного предпринимательства на основе рационального сочетания всех форм собственности, демонополизации экономики, реализации правового механизма рыночной экономики;
- организует разработку и исполнение государственного бюджета, а также прогнозов экономического и социального развития Республики Абхазия и важнейших государственных программ, обеспечивает совершенствование бюджетной системы;
- осуществляет меры по развитию науки и техники, рациональному использованию и охране природных ресурсов;
- обеспечивает поддержку наименее социально защищенных групп населения, реализацию социальных гарантий граждан;
- разрабатывает направления социальной политики, принимает меры к обеспечению социальной и правовой защищенности граждан, их права на труд, совершенствует социальное обеспечение;
- определяет основные направления развития и совершенствования здравоохранения, образования, способствует развитию социально-культурной сферы;
- осуществляет меры по укреплению обороноспособности Республики Абхазия, охране правопорядка и защите прав и свобод граждан;
- координирует работу органов управления по совместному проведению природоохранных мероприятий и реализации крупных экологических программ, принимает меры по вопросам ликвидации вредных экологических последствий аварий и катастроф, а также стихийных бедствий;
- осуществляет внешнеполитические и внешнеэкономические связи, заключает и исполняет межправительственные договоры и соглашения, формирует единую таможенную политику;
- по поручению Президента Республики Абхазия подготавливает проекты законодательных актов;
- назначает и освобождает руководителей предприятий республиканского подчинения.

Кабинет Министров Республики Абхазия вправе делегировать осуществление части своих полномочий центральным органам государственного управления, если они не отнесены законодательством к исключительным полномочиям Кабинета Министров Республики Абхазия.

## Состав Кабинета Министров
В состав Кабинета Министров Республики Абхазия входят Премьер-министр Республики Абхазия, Вице-премьеры Республики Абхазия, министры и руководитель аппарата Кабинета Министров Республики Абхазия.
Президент Республики Абхазия может включить в состав Кабинета Министров Республики Абхазия руководителей других центральных органов государственного управления, подведомственных Кабинету Министров Республики Абхазия.
Премьер-министр, Вице-премьеры, министры, председатели государственных комитетов, руководители других центральных органов государственного управления Республики Абхазия назначаются на должность и освобождаются от должности Президентом Республики Абхазия.

## Структура и персональный состав Кабинета Министров Республики Абхазия
| Должность                                                | ФИО                            |
| Премьер-министр Республики Абхазия                       | Анкваб Александр Золотинскович |
| первый вице-премьер Республики Абхазия                   | Джопуа Беслан Цибович          |
| вице-премьер Республики Абхазия, министр финансов        | Делба Владимир Валерьевич      |
| Руководитель Администрации Президента Республики Абхазия | Квициния Алхас Алексеевич      |

| Министерства Республики Абхазия                                                    | ФИО министра                  |
| Министерство внутренних дел Республики Абхазия                                     | Дбар Дмитрий Сергеевич        |
| Министерство иностранных дел Республики Абхазия                                    | Кове Даур Вадимович           |
| Министерство культуры Республики Абхазия                                           | Агрба Гудиса Эдуардович       |
| Министерство обороны Республики Абхазия                                            | Ануа Владимир Иванович        |
| Министерство здравоохранения Республики Абхазия                                    | Цахнакия Тамаз Мурманович     |
| Министерство юстиции Республики Абхазия                                            | Барциц Анри Львович           |
| Министерство по чрезвычайным ситуациям Республики Абхазия                          | Квициния Лев Константинович   |
| Министерство по налогам и сборам Республики Абхазия                                | Курмазия Даур Леонтьевич      |
| Министерство просвещения и языковой политики Республики Абхазия                    | Габлия Инал Соломонович       |
| Министерство туризма Республики Абхазия                                            | Хишба Теймураз Владимирович   |
| Министерство сельского хозяйства Республики Абхазия                                | Джопуа Беслан Цибович         |
| Министерство социального обеспечения и демографической политики Республики Абхазия | Аджба Руслан Таифович         |
| Министерство экономики Республики Абхазия                                          | Озган Кристина Константиновна |
| Министерство финансов Республики Абхазия                                           | Делба Владимир Валерьевич     |

## Государственные комитеты Республики Абхазия
| Госкомитеты Республики Абхазия                                                                     | ФИО председателя            |
| Государственный комитет Республики Абхазия по делам молодежи и спорта                              | Губаз Джемал Резович        |
| Государственный комитет Республики Абхазия по связи, массовым коммуникациям и цифровому развитию   | Халваш Беслан Викторович    |
| Государственный комитет Республики Абхазия по управлению государственным имуществом и приватизации | Кубраа Беслан Сергеевич     |
| Государственный комитет Республики Абхазия по экологии                                             | Читанава Савелий Михайлович |
| Государственный комитет Республики Абхазия по репатриации                                          | Харазия Вадим Николаевич    |
| Государственный таможенный комитет Республики Абхазия                                              | Инапшба Гурам Сименович     |
| Государственный комитет Республики Абхазия по статистике                                           | Гогия Кама Алексеевна       |

## Иные центральные органы государственного управления
| Центральные органы государственного управления Республики Абхазия                                | ФИО руководителя           |
| Государственное архивное управление Республики Абхазия                                           | Гвинджия Роман Хакибеевич  |
| Государственное управление лесного хозяйства Республики Абхазия                                  | Ашхацаа Анзор Николаевич   |
| Государственное управление Республики Абхазия по землепользованию и кадастру                     | Ахуба Адамыр Миронович     |
| Государственное управление Республики Абхазия по строительству и жилищно-коммунальному хозяйству | Цимцба Дмитрий Олегович    |
| Государственная ветеринарная служба Республики Абхазия                                           | Джопуа Роман Владимирович  |
| Государственная инспекция Республики Абхазия по карантину растений                               | Джинджия Аркадий Чичикович |
| Государственная миграционная служба Республики Абхазия                                           | Габлая Рамин Заурович      |
| Управление капитального строительства Республики Абхазия                                         | Агрба Тимур Михайлович     |